# Paper de cuina

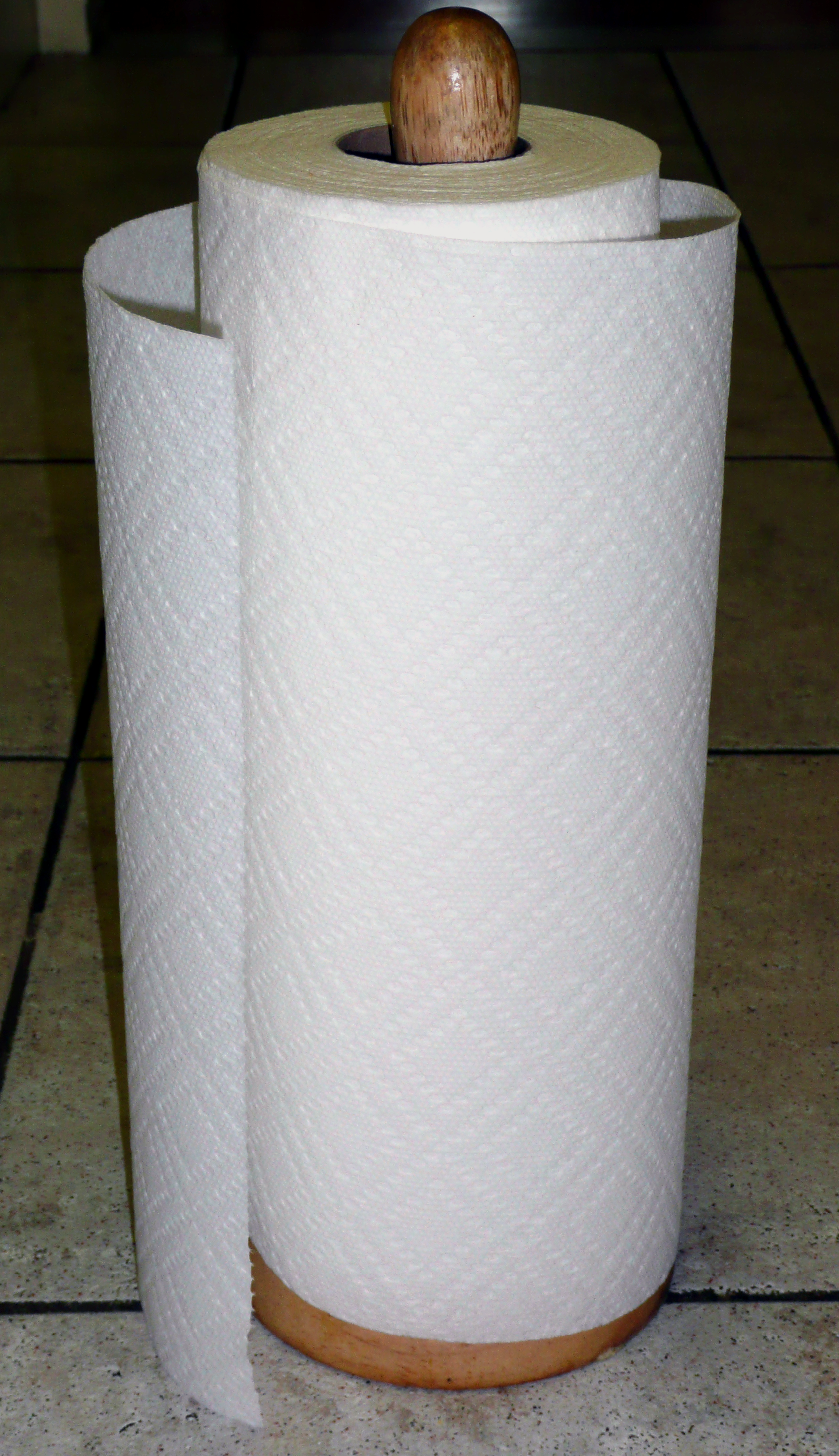
Rotlle de paper de cuina moderna

Una rotlle de paper cuina és realitzat amb paper espès i absorbent que, una vegada tallat o separat del rotlle, s'usa com tovalló, eixugamà o drapet multiús.
Poden ser blancs, o amb dibuixos i ornaments en relleu (per a augmentar-ne la superfície d'absorció) o amb colors.

## Història

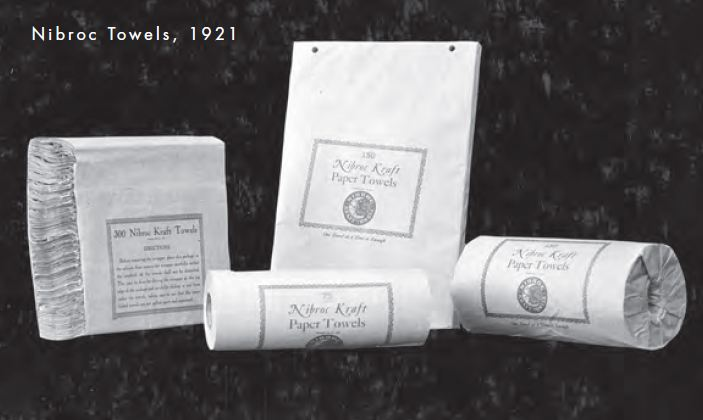
Eixugamans de paper Nibroc produïts el 1921

El 1907 l'empresa nord-americana Scott Paper Company, amb seu a Filadelfia, va introduir en el mercat els primers models de tovallons de paper d'un sol ús, pensats per a substituir aquells tradicionals de teixit en ús a les cambres de bany, cercant així a contenir la difusió dels contagis deguts als refredats, seguits tres decennis després dels tovallons de taula.
El 1919 William I. Corbin, Henry Chase, i Harold Titus van començar a fer algunes recerques sobre aquesta mena de producte, prop del centre de recerca de la Brown Company de Berlin, al New Hampshire. Tres anys més tard, el 1922, Corbin, després d'haver-lo perfeccionat fent-lo més resistent a l'aigua, en començà la producció de massa donant-los el nom de Nibroc Paper Towels (el nom Nibroc essent Corbin llegit al revés).